# Bacia mineira de Nord-Pas de Calais

Localização Nord- Pas de Calais Bacia mineira em francês mapa bacia carbonífera.

A Bacia mineira de Nord-Pas de Calais é uma zona de mineração de carvão localizada em Calais, Norte da França. Estende-se por cerca de 120 quilômetros por dois departamentos, Nord e Pas-de-Calais.

## UNESCO
Foi inscrita como Patrimônio Mundial da UNESCO por ser: "Impressionante graças a uma paisagem que foi submetida a três séculos de extração de carvão....Ela documenta as condições de vida dos trabalhadores e da sociedade que cresceu nos seus arredores."

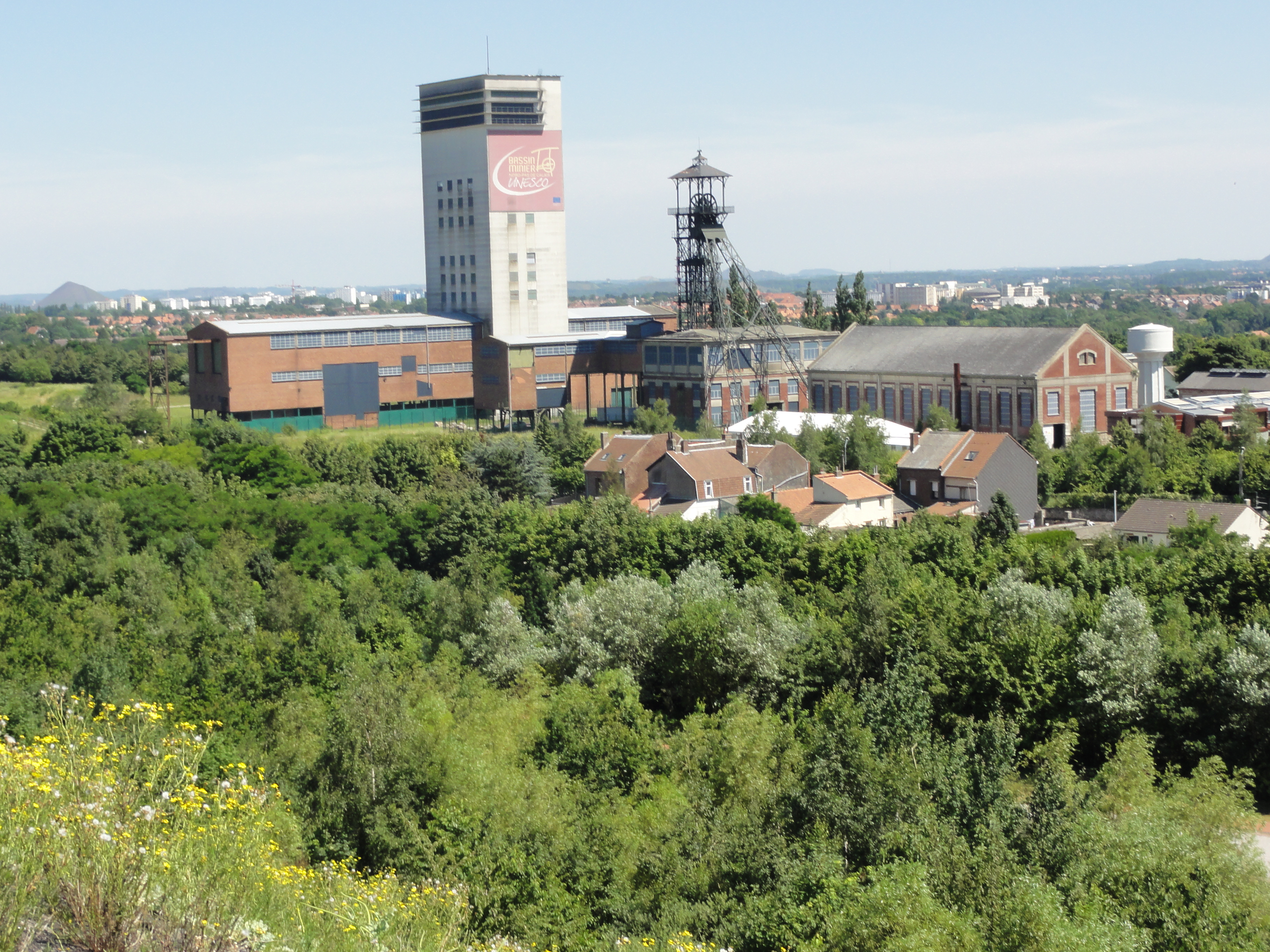
Fosse n° 11 - 19 de Lens.
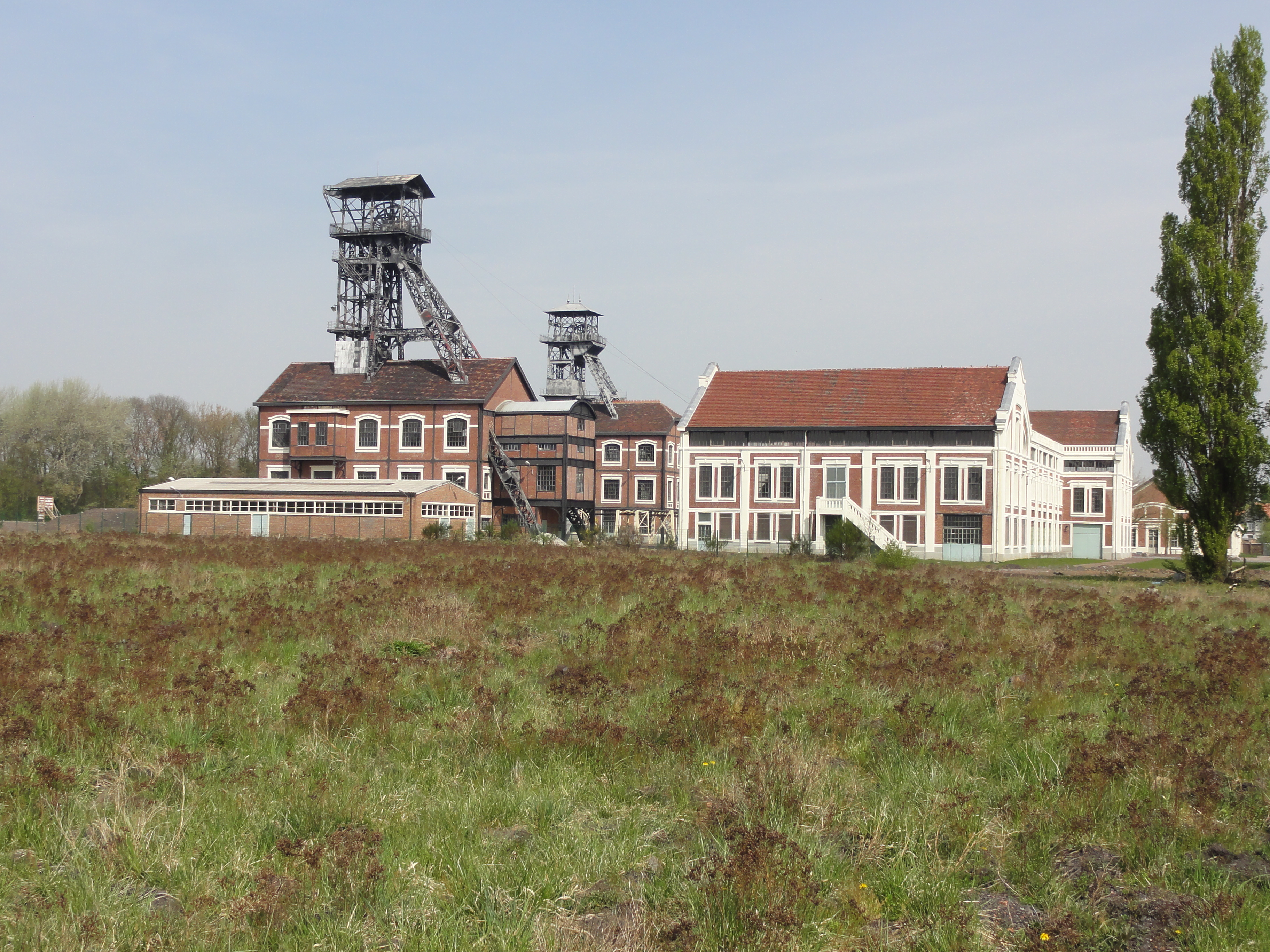
Fosse n° 9 - 9 bis de Oignies.
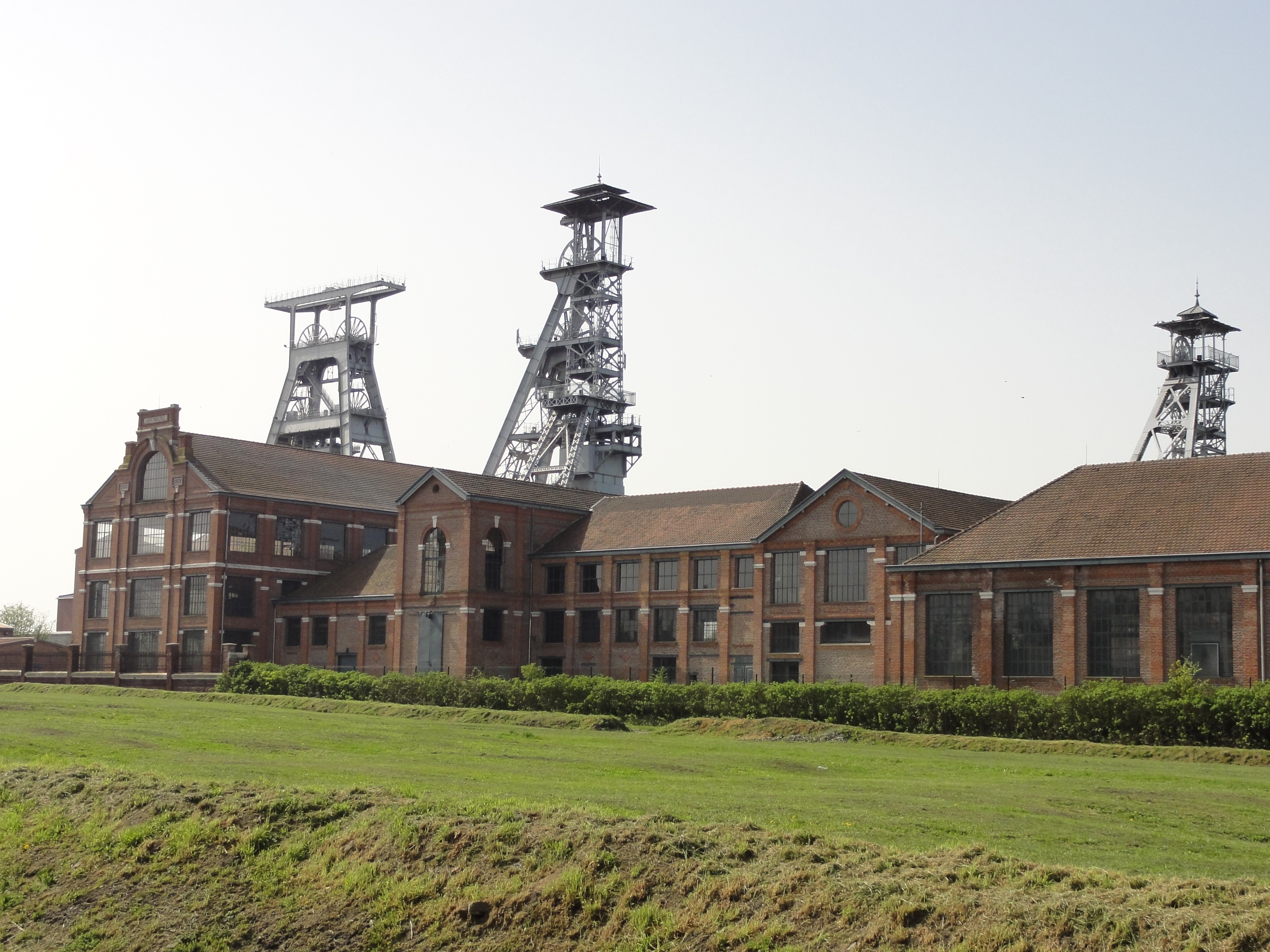
Fosse Arenberg.
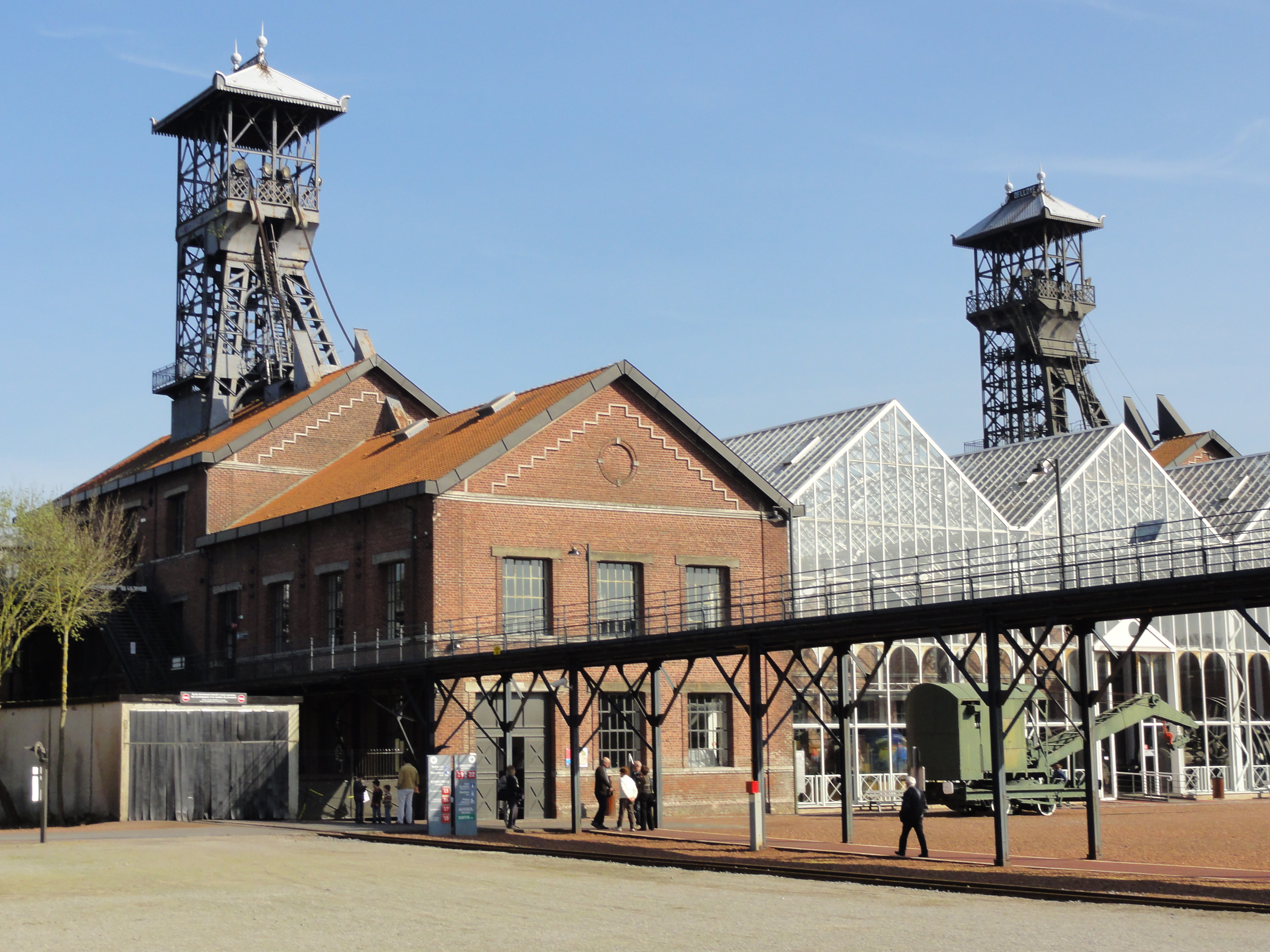
Fosse Delloye.